# 여성제 묘역 및 신도비
여성제 묘역 및 신도비는 경기도 광주시 남종면에 있다. 조선후기 학자인 여성제의 묘역 및 신도비이다. 신도비는 1704년(숙종 30)에 묘역 입구에 세웠으나 현재는 가옥으로 둘러싸여 있는 상태이다.
2011년 7월 26일 광주시의 향토문화유산 제8호로 지정되었다.

## 개요
여성제(呂聖齊: 1625~1691)의 본관은 함양(咸陽). 자는 희천(希天). 호는 운포(雲浦). 부는 이량(爾亮)이나 중부(仲父) 이징(爾徵)에게 입양되었다. 1654년(효종 5) 문과에 장원급제하였고 영의정에 이르렀다. 저서로『운포집雲浦集』이 전하며, 시호는 정혜(靖惠)이다.
묘는 수청1리 마을 내 세워져 있는 신도비에서 좌측 구릉에 동향하고 있다. 묘의 형태는 배 금천강씨와의 원형합장분이다. 봉분 중앙에 혼유석∙상석∙향로석∙장명등과 상석 좌우에 동자석∙망주석∙문인석 등의 옛 석물이 배치되어 있다. 상석은 전면에 횡1열로 '領議政 呂公床石'이라 새겼다. 장명등156㎝은 사모합각지붕의 개석을 갖추었고 화사석 4면에 사각의 화창을 내었다. 중대석에는 4면에 화문이 조각되어 있다. 동자석90㎝은 얼굴부분이 19㎝로 쌍계가 파손되어 있다. 망주석170㎝은 연꽃 봉오리 모양의 원수(圓首)아래에 연주문과 운문 및 주렴의 조각이 화려하다. 문인석182㎝은 양관조복형이며 얼굴 부분이 60㎝로 3등신의 신체 비례이다. 양관의 후면뿐만 아니라 폐슬과 후수도 유운문으로 장식하였으며 초화문을 새긴 대대에는 패옥을 길게 늘어 뜨렸다. 오른손으로 왼손을 덮고 엄지를 치켜 들어 홀을 마주잡고 있다.
묘표는 봉분 좌측인 북쪽에 남향하고 있다. 비의 형태는 방부개석형이며 4면에 비문이 있다. 비신 전면에 종4열로 '大匡輔國崇祿大夫議政府領議政兼領經筵弘文館藝文館春秋館觀象監事贈諡呂公諱聖齊之墓配贈貞敬夫人衿川姜氏'라 새겼다. 비문은 외손 황해도관찰사 오명준(吳命峻)이 기(記)하고 손남(孫男) 사간원정언 광주(光周)가 서했다. 총높이 194㎝로 비좌 28×104×71㎝, 비신 128×61×27㎝, 개석 38×97×64㎝이다.
신도비는 묘소 하단에 남향하고 있는데 전체가 흑색을 띤다. 비의 형태는 방부이수형이며 비좌 상부의 복련문이 수려하다. 오석의 비신에는 4면에 비문이 있으며 비제는 '有明朝鮮國大匡輔國崇祿大夫議政府領議政兼領 經筵弘文館藝文館春秋館觀象監事贈益呂公神道碑銘幷序'이다. 전액은 비신 전면에 領議政呂公神道碑銘'이라 새겼다. 비문은 남구만(南九萬)이 찬하고 유상운(柳尙運)이 서하였으며, 전은 생전에 여성제가 남긴 글씨를 집자하였다. 이수는 발톱이 4개인 쌍룡이 구름 속에서 긴 수염을 늘어뜨리고 괴수와 마주 본 채 여의주를 잡고 있는 모습이 조각되어 있다. 입석연대는 1704년(숙종 30)으로 공의 사후 13년 되는 해이다. 총높이 392㎝로 비좌104×152×121㎝, 비신 206×83×51㎝, 이수 82×93×61㎝이다.

## 같이 보기
- 여성제